# ريتشارد ريد (لاعب كريكت)
ريتشارد ريد (3 ديسمبر 1958 في نيوزيلندا - ) (بالإنجليزية: Richard Reid)‏ هو لاعب كريكت نيوزلندي. شارك مع منتخب نيوزيلندا الوطني للكريكت. أما مع النوادي، فقد لعب مع فريق أوكلاند للكريكت ‏ وGauteng (cricket team) ‏ وWellington cricket team ‏.

## وصلات خارجية
- ريتشارد ريد على موقع إي آس بي آن كريك إنفو (الإنجليزية)